# Ngỗng Faroe

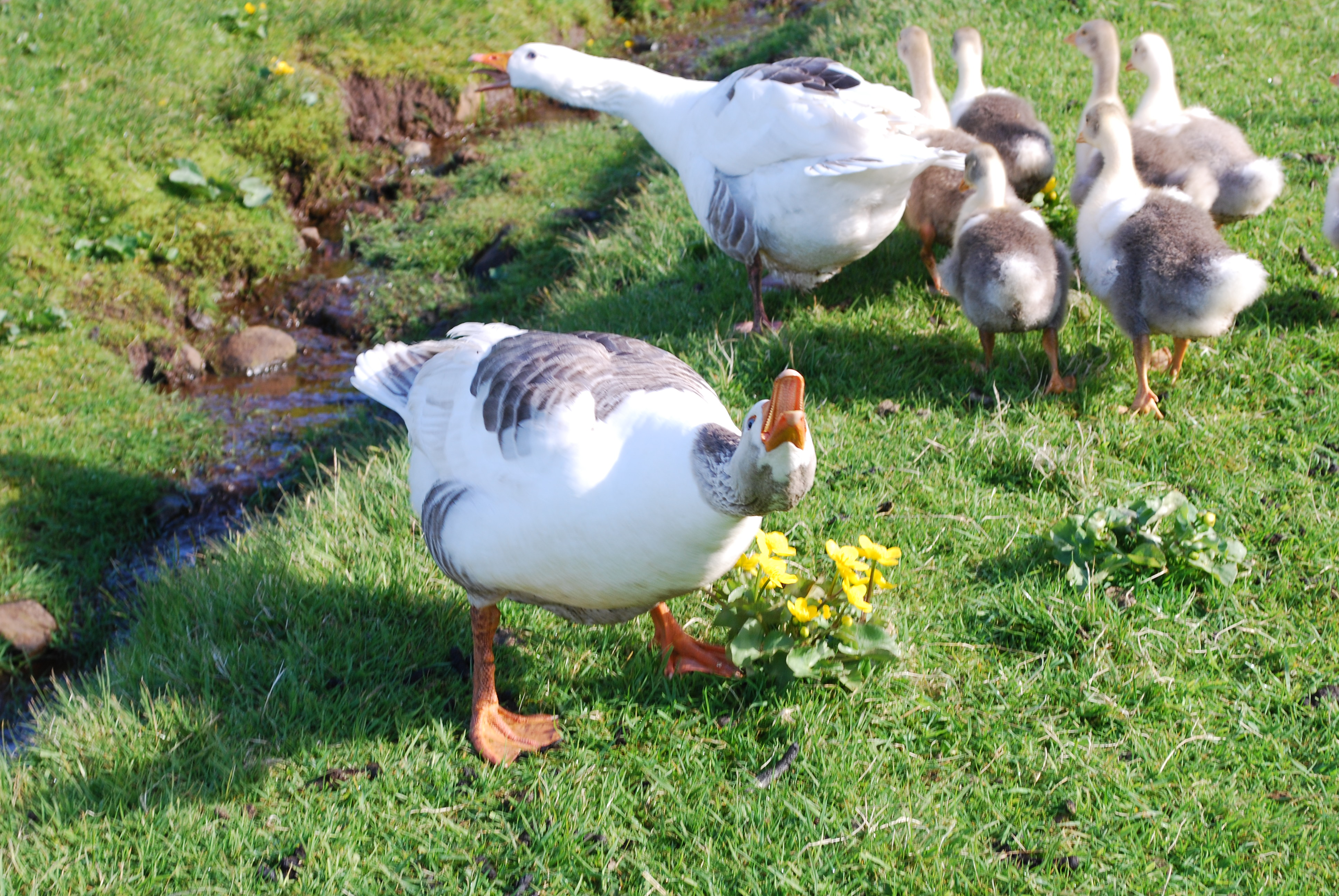
Ngỗng Faroe

Ngỗng Faroe (tiếng Faroe: Føroyska Gásin) là một giống ngỗng nhà có nguồn gốc từ quần đảo Faroe, đây có lẽ là hình thức lâu đời nhất của con ngỗng được thuần hóa ở châu Âu và có thể là hậu duệ trực hệ của những con ngỗng thuần hóa dân gian Landnám mang đến từ Scandinavia và quần đảo Anh.

## Tổng quan
Kể từ khi quần đảo Faroe không có động vật ăn thịt có thể giết chết những con ngỗng, có đã một sự phát triển một "nền văn hóa ngỗng" đặc biệt trong quần đảo Faroe, mà không có tương đương ở các nước láng giềng. Từ tháng có thể được nhìn thấy đàn ngỗng đi lại tự do trong vùng đất, nơi chúng ăn cỏ mùa hè ngắn ngủi, mà không cần bất kỳ ăn bổ sung. Vào mùa đông những con ngỗng di chuyển tự do trong bãi quây canh của làng. Trong một số làng trong nội đồng là có chất lượng tốt như vậy mà trước đó những con ngỗng thậm chí không cần thức ăn bổ sung trong mùa đông.
Tuy nhiên, trong hầu hết các nơi, chúng có được cho ăn bổ sung khi có tuyết, và ngay trước và trong quá trình đẻ trứng. Các thuộc tính mà ngỗng Faroe có ngày hôm nay, là kết quả của chọn lọc tự nhiên qua nhiều thế kỷ, nơi mà chỉ có những con chim khỏe mạnh và tằn tiện nhất có được chăn nuôi để có được con ngỗng con. Trong tài liệu Nordisk GenBank Husdyr, giống ngỗng này được mô tả như là một "không phải là quá lớn và không phải là có ngoại hình thô, nhưng nếu không nó phải không được tinh chế và gọn gàng.
Chúng rất khỏe mạnh và đề kháng tốt với thời tiết và dịch bệnh và chịu được khí hậu khắc nghiệt. Chúng là thực phẩm được tìm kiếm nhiều và nó có thịt ngon ngọt tốt và hơi thất thường, và sẽ bị bỏ lại một mình trong mùa sinh sản. Những con trống nặng từ 5-5,5 kg, (11-12 lbs), con mái nặng 4-4,5 kg, (8,8-9,9 lbs), trứng có trọng lượng: 130 gram hoặc 4,5 ounce. Hầu hết những con ngỗng Faroe được giết mổ trong tháng 12 tháng tại một trọng lượng 4-5 kg hoặc 9-11 pounds. Sau 3-4 tuần làm to hơn gà con bị tàn sát (vỗ béo). 